# نگال د لاس هوئرتاس
نگال د لاس هوئرتاس (به اسپانیایی: Nogal de las Huertas) یک شهرستان در اسپانیا است که در استان پالنسیا واقع شده‌است.

## خصوصیات
نگال د لاس هوئرتاس ۱۳ کیلومترمربع مساحت و ۶۲ نفر جمعیت دارد.